# Josefina Paulet i Riba
Josefina Paulet i Riba (Barcelona, 29 de novembre de 1900 - 7 de novembre de 1988) va ser una compositora i soprano catalana.
Filla de Wifred Paulet i de Miralles, periodista, natural de Barcelona (+1938) i de Josefa Riba i Solà, natural d'Igualada (+1949).
Va iniciar la seva formació a l'Orfeó Catalònia el 1911, per passar el 1912 a l'Escola Municipal de Música de Barcelona, on va estudiar cant i piano amb els professors Alfons San José, Elisa Vázquez i Antònia Sancristòfol. Més endavant va perfeccionar el seu cant en el Conservatori del Liceu, on va ser alumna de Joaquin Vidal Nunell i de Carmen Amat.
Destaquen les seves interpretacions al Teatre Líric Pràctic, amb èxit de públic. L'any 1924, a part de seguir amb la seva carrera com a soprano, fundà el Foment de l'Art Líric, des d'on ajudava joves intèrprets a introduir-se en el món de la música. Gradualment es va anar dedicant a l'ensenyament del cant, allunyant-se dels escenaris, fins que va fer una reaparició el 1944 a Barcelona.
Josefina Paulet i Riba va morir a Barcelona el 7 de novembre de 1988, vídua de Salvador González Aragonés.

## Obres
- Ave María, per a veu i piano
- Crisàlides, per a piano
- Pensant en tu, per a veu i piano[5][6]